# Асоціація природоохоронних територій України
Всеукраїнська громадська організація «Асоціація природоохоронних територій України» — всеукраїнська громадська організація, що створена для підтримки природоохоронних територій України, об’єднання їх в єдину систему, підвищення рівня управління природно-заповідним фондом України та екологічної освіти населення.
Асоціацію було створено за підтримки спільного проекту Програми розвитку ООН в Україні та Глобального Екологічного Фонду: «Зміцнення управління та фінансової стійкості  національної системи природоохоронних територій в Україні» .
19 листопада 2009 року Міністр юстиції України Микола Оніщук підписав наказ про реєстрацію Асоціації природоохоронних територій України . 

Діяльність Асоціації поширюється на всю територію України.
Асоціація є єдиною національною організацією, яка безпосередньо спеціалізується на управлінні природоохоронними територіями .

## Основні завдання діяльності асоціації
Всеукраїнська громадська організація, що створена для підтримки природоохоронних територій України], об’єднання їх в єдину систему, підвищення рівня управління природно-заповідним фондом та екологічної просвіти населення на основі використання інтелектуального потенціалу, матеріальних та фінансових засобів, сприяння реалізації Всеєвропейської стратегії збереження біологічного та ландшафтного різноманіття і Загальнодержавної програми формування національної екологічної мережі України на 2000-2015 роки, затвердженої Законом України від 21 вересня 2000 року № 1989 ..
Асоціація відкрита для співпраці з державними органами, міжнародними організаціями, громадськими організаціями, приватними установами та громадянами у напрямках, що відповідають завданням її діяльності.
Основними завданнями Асоціації є:
- збереження, відтворення та екологічно збалансоване використання природних ресурсів на територіях природно-заповідного фонду України та на територіях, що зарезервовані для заповідання;
- сприяння розширенню площі території національної екологічної мережі та її поєднанню з екомережами сусідніх країн, що входять до Всеєвропейської екологічної мережі, всебічному розвитку міжнародної співпраці у цій сфері;
- участь у виробленні національної екологічної політики держави, удосконалення нормативно-правової бази у сфері збереження, розширення, відтворення та охорони єдиної системи територій з природним станом ландшафту та інших унікальних територій;
- участь у розробці планів управління територіями природно-заповідного фонду;
- організація та цільове фінансування відповідних наукових досліджень та здійснення моніторингу природних систем;
- проведення спільної видавничої та просвітницької діяльності;
- сприяння розвитку національного та міжнародного співробітництва для підняття престижу та підвищення потенціалу природно-заповідних територій України.

## Структура асоціації
До Асоціації увійшли представники багатьох природоохоронних територій з усієї України, як національного, так й місцевого значення. Створено 17 місцевих осередків Асоціації. Головою Асоціації було обрано Стеценка Миколу Пилиповича.

### Колективні члени Асоціації
- Галицький національний природний парк
- Ічнянський національний природний парк
- Національний природний парк «Святі Гори»
- Національний природний парк «Великий Луг»
- Національний природний парк «Гуцульщина»
- Національний природний парк «Деснянсько-Старогутський»
- Національний природний парк «Сколівські Бескиди»
- Національний природний парк «Гомільшанські ліси»
- Національний природний парк «Прип'ять-Стохід»
- Національний природний парк «Синевир»
- Ужанський національний природний парк
- Шацький національний природний парк
- Яворівський національний природний парк
- Мезинський національний природний парк
- Казантипський природний заповідник
- Канівський природний заповідник
- Карадазький природний заповідник
- Карпатський біосферний заповідник
- Кримський природний заповідник
- Луганський природний заповідник
- Опукський природний заповідник
- Поліський природний заповідник
- Природний заповідник «Єланецький степ»
- Природний заповідник «Розточчя»
- Природний заповідник «Мис Мартьян»
- Дніпровсько-Орільський природний заповідник
- Регіональний ландшафтний парк «Знесіння»
- Регіональний ландшафтний парк «Міжрічинський»
- Інститут гідробіології Національної академії наук України
- Інститут зоології Національної академії наук України
- Природоохоронне підприємство «Київський созологічний центр»
- Українське товариство охорони природи
- Український науково-дослідний інститут водогосподарсько-екологічних проблем
- Кременецький ботанічний сад Мінприроди України

## Участь у природоохоронних проєктах
Представники Асоціації природоохоронних територій України разом із представниками Програми розвитку ООН в Україні, Державної служби заповідної справи України, журналу Photographer, компанії «Самсунг Електронікс Україна», порталу Bigmir входили до складу журі відеоконкурсу «Заповідна Україна» (2011), що проводився Програмою розвитку ООН в Україні у партнерстві з Ґете-Інститутом в Україні.
Асоціація природоохоронних територій України разом із Українським товариством охорони природи та Шацьким національним природним парком 6-7 жовтня 2011 року на території Шацького національного природного парку у Волинській області провели Форум громадянського суспільства «Державно-громадське партнерство в екологічній сфері».
У Форумі взяли участь представники громадських організацій регіонів України, Республіки Білорусь, представники Програми розвитку ООН та інших міжнародних організацій.
Програма розвитку ООН, після аналізу сильних і слабких сторін потенційних організацій, обрала як партнерів для реалізації проєкту «Збереження та стале використання торфовищ. Номер Проекту: 00073498» дві ОГС — Інститут розвитку територіальних громад та Асоціацію природоохоронних територій України з таких причин: 1) наявність висококваліфікованих кадрів та професійна репутація, 2) практичний досвід у сферах, необхідних для реалізації Проекту і 3) організації є добре відомими, мають власні офіси та велику мережу давніх партнерів у відповідних областях